# Brasão de armas da Croácia

O šahovnica.

O brasão de armas da Croácia consiste de um brasão principal e de cinco brasões menores que coroam o principal.
O brasão principal é um brasão axadrezado que consiste de 13 campos vermelhos e 12 prateados (brancos). O seu nome comum é šahovnica, que originalmente era um nome relativamente pejorativo que lhe foi dado durante o tempo do regime socialista.
O xadrez vermelho e branco é um símbolo dos reis croatas pelo menos desde o século X, tendo variado em tamanho desde 3×3 a 8×8, mas sendo mais comum em 5×5, como no brasão actual. A mais antiga fonte que confirma o brasão como um símbolo oficial é uma genealogia dos Habsburgos datada de entre 1512 e 1518. Em 1525 foi usado numa medalha votiva. O padrão faz lembrar uma flor autóctone chamada kockavica.
A lei de 21 de Dezembro de 1990 instituiu um desenho criado pelo designer gráfico Miroslav Šutej, sob encomenda de uma comissão liderada por Nikša Stančić, então chefe do Departamento de História da Croácia na Faculdade de Filosofia da Universidade de Zagreb.
O novo desenho adicionava os cinco brasões da coroa, que representam as regiões históricas das quais se originou a Croácia. São eles, da esquerda para a direita:
- o mais antigo brasão conhecido da Croácia: uma estrela dourada de seis pontas (que representa a estrela da manhã) sobre uma lua prateada num escudo azul. Representa a capital, Zagreb, e a Croácia central em geral.
- um brasão mais antigo da República de Dubrovnik: Duas listas vermelhas num escudo azul escuro, atribuído a Dubrovnik pela dinastia Árpád, que eram os reis croato-húngaros no século XV.
- o brasão da Dalmácia: três leões dourados, coroados, dois sobre um, num escudo azul. Algumas fontes falam de leopardos, mas a maior parte das imagens mostram leões. Este brasão pertence à Dalmácia desde o século XIII e é provável que se tenha originado na dinastia de Anjou.
- o brasão da Ístria: uma cabra dourada, com cascos e cornos vermelhos, num escudo azul escuro.
- o brasão da Eslavónia: duas listas prateadas num escudo azul (em representação dos rios Drava e Sava que delimitam as fronteiras norte e sul da Eslavónia, respectivamente), entre as quais, num campo vermelho, está uma marta negra a correr sob uma estrela dourada de seis pontas. Este brasão foi atribuído à Eslavónia pelo rei Ladislaus Jagiello em 1496.

Ao contrário do que acontece com a maioria dos países, os símbolos croatas de identidade são mais frequentemente derivados do seu brasão de armas do que da bandeira.
O quadriculado do brasão representa também o intercalar das guerras que o povo croata já sofreu.